# Leo Peelen
Leopoldus Eduardus Theoduris Peelen, detto Leo (Arnhem, 16 luglio 1968 – Apeldoorn, 24 marzo 2017), è stato un pistard olandese.

## Palmarès

### Olimpiadi
- 1 medaglia:
  - 1 argento (Seul 1988 nella corsa a punti)